# Dactylispa lankaja
Dactylispa lankaja es una especie de insecto coleóptero de la familia Chrysomelidae.
Fue descrita científicamente en 1919 por Maulik.